# فورستنوالده (اشپری)
شهر فورستنوالده در ایالت برندنبورگ در کشور آلمان واقع شده‌است.